# Min EPA-Traktor
Min EPA-Traktor er en sang af Eddie Meduza hvor han optræder som figuren Börje Lundin. Sangen er fra kassetten Börje Lundins Kräftkalas fra 1988. Sangen har en musikvideo da lavedes for ZTV.
I en uofficiel afstemning fra sommeren 2002 om Eddie Meduzas 100 bedste sange endte "Min EPA-Traktor" på syvende plads.

## Tekst og kontrovers
Teksten handler om Börje Lundin og hans EPA-traktor og i teksten synger han om sex, oralsex og analsex med kvinder i hans EPA-traktor og at køre beruset og at han vil ha penge af kvinderna om de vil fare med i hans EPA-traktor.
Den 31. december 2000 blev versionen fra Värsting Hits spillet i radiogrogrammet Ring Så Spelar Vi, hvilket førte til, at programmet modtog klager.
På forsidebilledet til Scoop fra 2001 findes teksten "Ring Så Spelar Vi, populärare än någonsin", hvilket henviser til denne hændelse.

## Cover
Matz-Ztefanz med Lailaz har lavet en cover på sangen, men sværgen og det seksuelle fjernes.